# Rondo gen. Stanisława Maczka w Krakowie
Rondo gen. Stanisława Maczka – jednopoziomowe skrzyżowanie w Krakowie zlokalizowane na północny wschód od Starego Miasta, u zbiegu ulicy Marii Dąbrowskiej, al. gen. Władysława Andersa i ulicy Władysława Broniewskiego. Obecnie Rondo gen. Stanisława Maczka znajduje się na terenie Bieńczyc wchodzących w skład Dzielnicy XVI Bieńczyce.

## Opis
Rondo gen. Stanisława Maczka posiada 2 pasy ruchu. Organizacja ruchu w obrębie Ronda gen. Stanisława Maczka ma charakter samooczyszczający się; oznacza to, że wszystkie pasy ruchu wyprowadzają kierujących poza skrzyżowanie i aby na nim pozostać należy zmieniać pasy ruchu.

## Otoczenie
Na północ od ronda gen. Stanisława Maczka znajdują się dom handlowy „Wanda” oraz Planty Bieńczyckie. W otoczeniu ronda znajduje się wiele pawilonów handlowo-usługowych wypełniających w znacznej części otoczenie ronda.
W pobliżu ronda gen. Stanisława Maczka znajdują się:
- Planty Bieńczyckie
- Dom handlowy „Wanda”

## Układ
Przez rondo przebiega linia tramwajowa, a przy rondzie znajdują się także przystanki miejskiej komunikacji autobusowej i busów kursowych docierających do miejscowości leżących na wschód i południe od Krakowa.

### Połączenia komunikacyjne
W okolicach przystanku znajduje się zespół przystankowy Dom handlowy „Wanda”. Po wschodniej stronie ronda przy alei gen. Władysława Andersa ulokowano dwa przystanki autobusowe oraz dwa przystanki tramwajowe w kierunku ronda Kocmyrzowskiego im. Józefa Gorzelanego.